# Fiat 500L
Fiat 500L – samochód osobowy typu minivan klasy aut miejskich produkowany pod włoską marką Fiat w latach 2012–2022.

## Historia i opis modelu

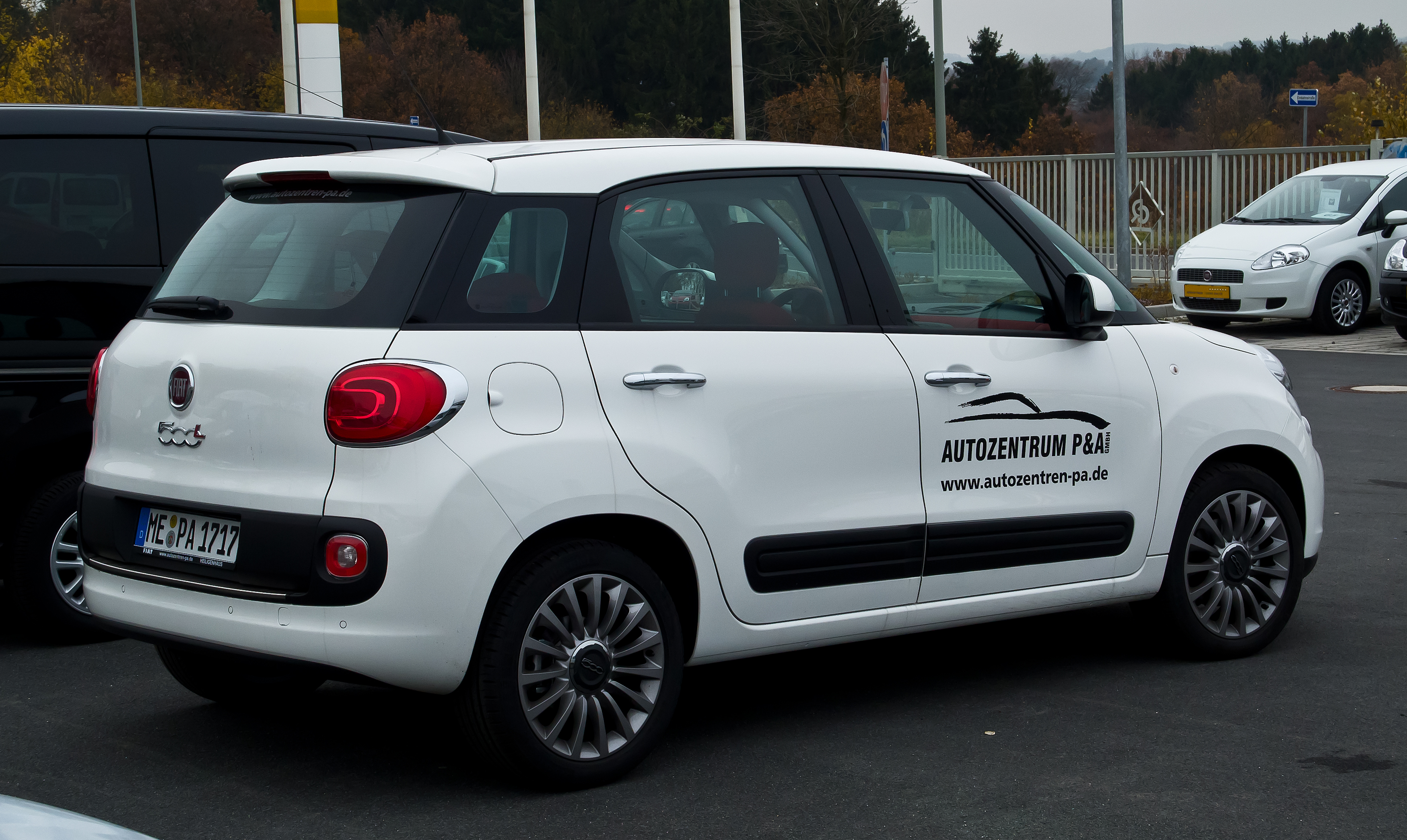
Fiat 500L – tył

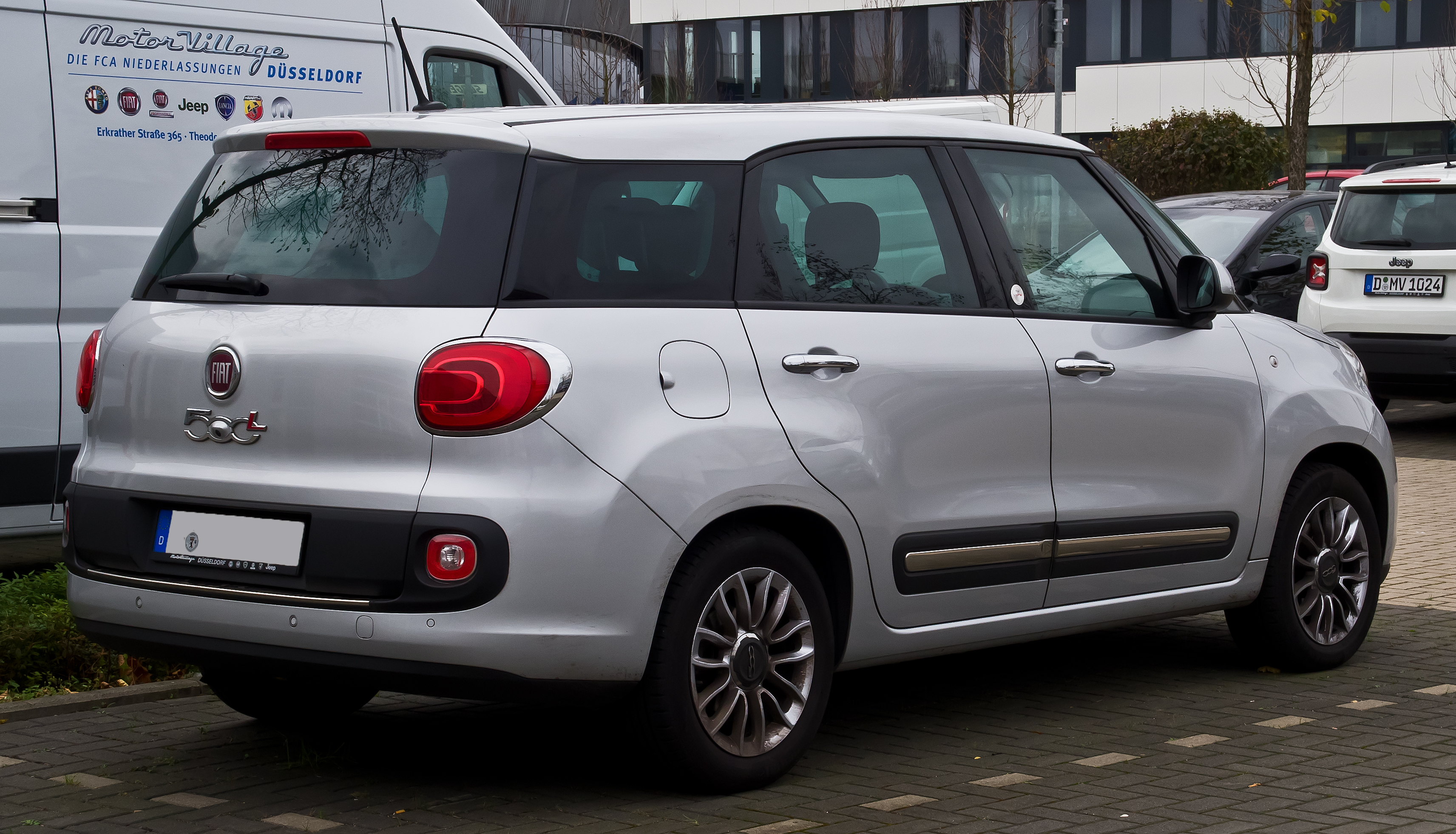
Fiat 500L Living

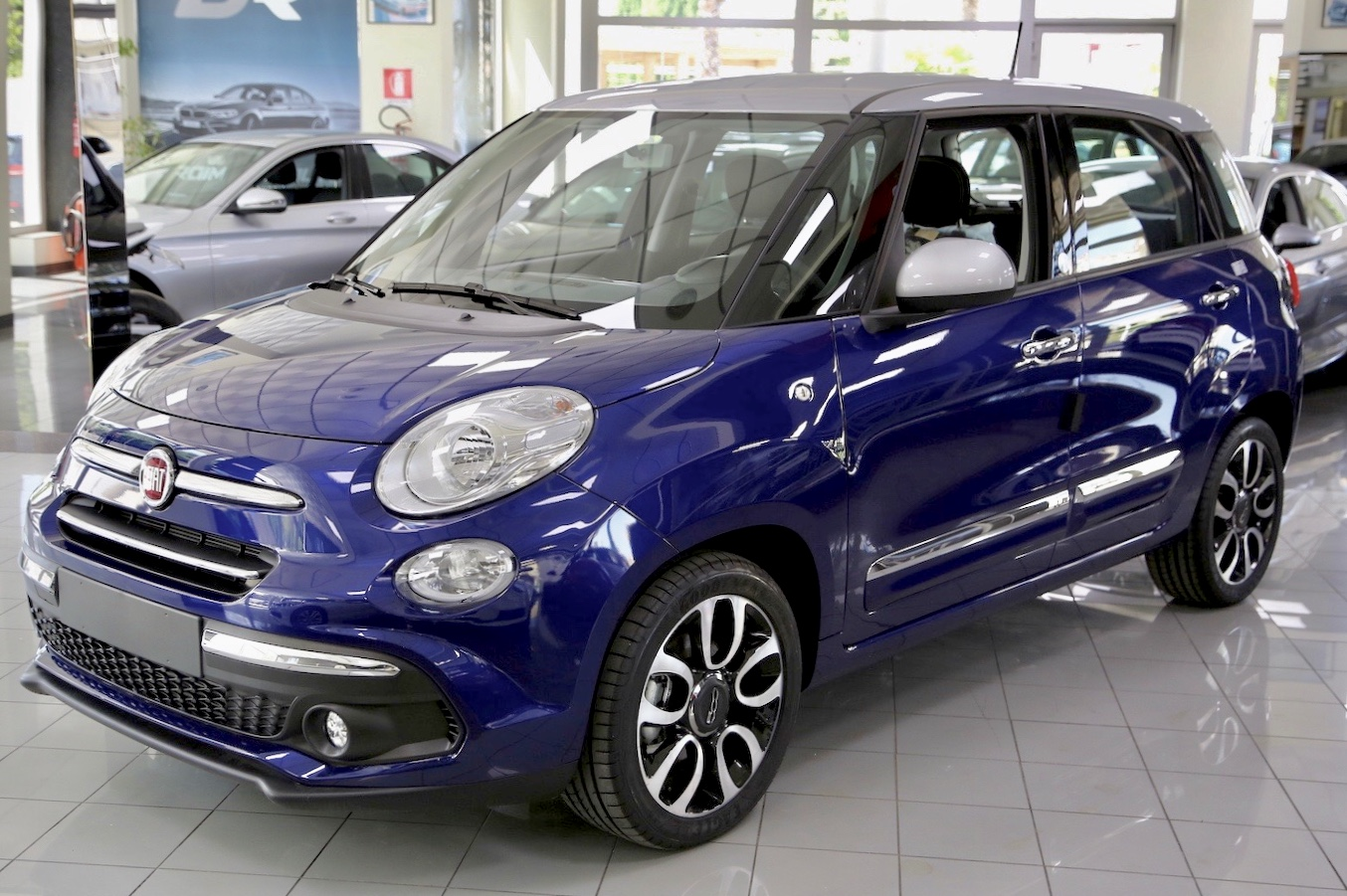
Fiat 500L po liftingu

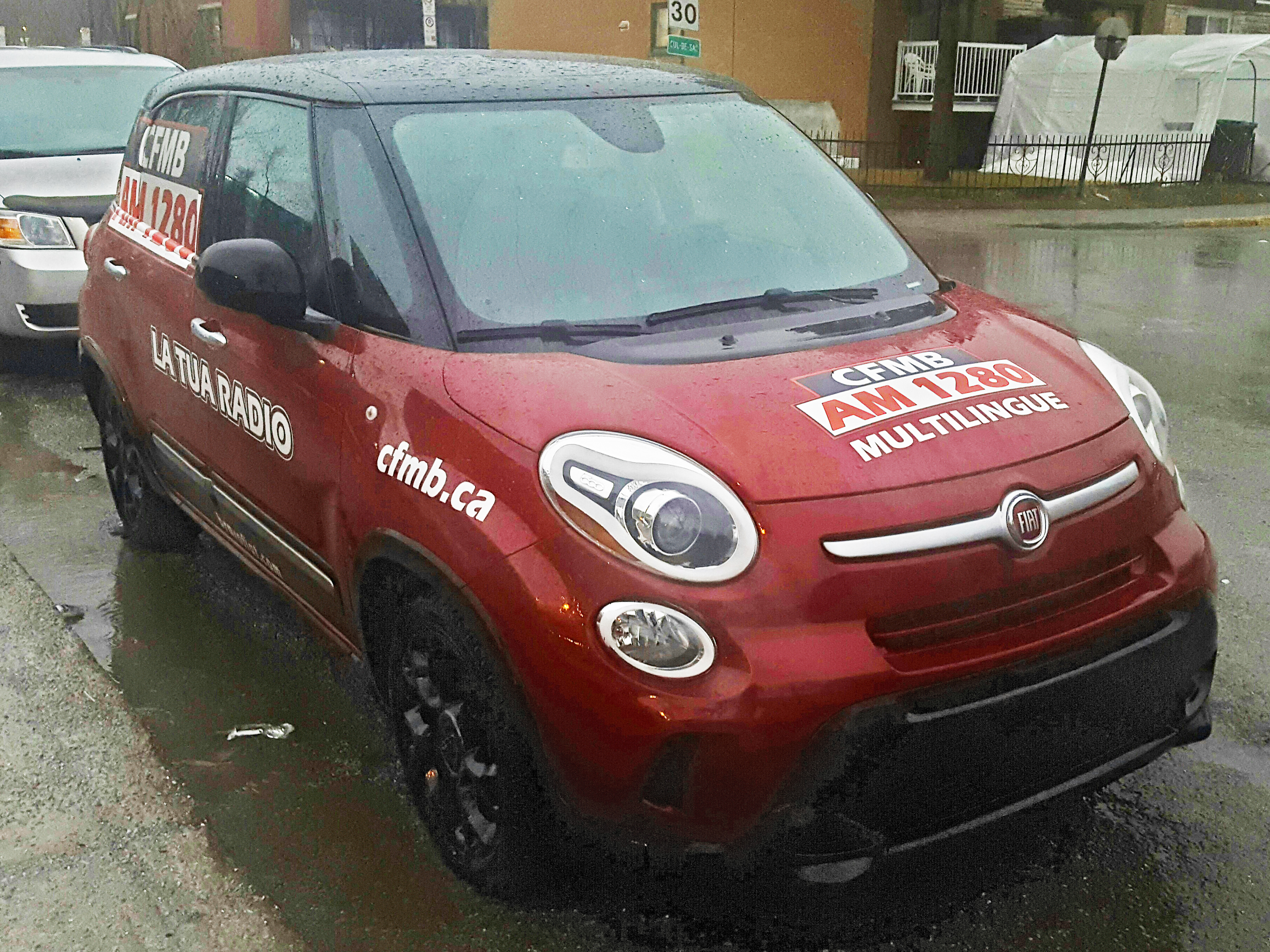
amerykański Fiat 500L

Samochód został po raz pierwszy oficjalnie zaprezentowany podczas targów motoryzacyjnych w Genewie w 2012 jako następca modelu Idea. 4 lipca 2012 w Turynie, w 5. rocznicę prezentacji modelu 500 symbolicznie zaprezentowano pojazd. Bryła nadwozia nawiązuje do modelu 600 Multipla produkowanego w latach 1956–1969, a design do produkowanego od 2007 modelu 500. Technicznie pojazd został zbudowany na bazie modelu Punto, dzieli z nim płytę podłogową SCCS.
22 lutego 2018 roku wyprodukowano 500 000 egzemplarz pojazdu. Jubileuszowy egzemplarz to wersja Cross z silnikiem 1.6 MultiJet o mocy 120 KM w pomarańczowym kolorze Sicilia Orange z kontrastującym czarnym dachem.

### Lifting
W 2017 roku został przeprowadzony face lifting. Z zewnątrz zmieniono m.in.: zderzak przedni, atrapę chłodnicy i światła tylne. Niezależnie od specyfikacji auta, na pokładzie może się znaleźć nowy system multimedialny Uconnect z 7-calowym ekranem dotykowym.

### Warianty
- Trekking – wersja uterenowiona pojazdu została zaprezentowana podczas targów motoryzacyjnych w Genewie w 2013. Pojazd wyróżnia się pakietem plastikowych nakładek, zmodyfikowanymi zderzakami oraz 17-calowymi alufelgami[5]. Po face liftingu zastąpiła ją wersją Cross[3].
- Cross – wersja uterenowiona pojazdu po face liftingu. ma podniesione o 25 mm zawieszenie, inaczej uformowane zderzaki oraz selektor trybu jazdy z programami: Normal, Traction+ i Gravity Control[3].
- Living – wersja przedłużona, oferująca we wnętrzu 7 miejsc, zaprezentowana w połowie czerwca 2013[6]. W przypadku tej wersji wybór wersji był ograniczony do Pop Star i silnika 1.4 T-Jet lub 1.6 MultiJet, z tym że wyposażenie opcjonalne było bogatsze niż w analogicznej wersji 500L.[7] Po face liftingu zmieniono jej nazwę na Wagon.
- Pro – wersja dostawcza modelu 500L pozbawiona tylnej kanapy[8].

### Wyposażenie[9]
- Pop
- Pop Star
- Urban
- Easy
- Lounge
- Mirror – wersja specjalna[10]
- S-Design – wersja specjalna
- Beats Edition – wersja limitowana pojazdu wyposażona w specjalnie przystosowany dla modelu system audio o mocy 520 W[11]

Standardowe wyposażenie podstawowej wersji Pop obejmuje m.in. 6 poduszek powietrznych, system ESP, światła do jazdy dziennej, elektrycznie regulowane szyby przednie, kolumnę kierownicy z regulacją w dwóch płaszczyznach, komputer pokładowy, centralny zamek z pilotem, elektryczne wspomaganie kierownicy, chromowane klamki zewnętrzne, oraz instalacje radiową z anteną i 6 głośnikami.
Bogatsza wersja Pop Star dodatkowo wyposażona jest w m.in. elektrycznie regulowane i podgrzewane lusterka boczne, kierownice i gałkę zmiany biegów obszyte skórą, klimatyzację manualną, oraz radio Uconnect z CD, MP3, Bluetooth i 5 calowym ekranem dotykowym.
Topowa wersja Lounge została ponadto wyposażona w m.in. światła przeciwmgielne, czujnik zmierzchu i deszczu, elektrycznie regulowane szyby tylne, klimatyzacje automatyczną dwustrefową, szklany dach z elektrycznie regulowaną roletą przeciwsłoneczną i aluminiowe felgi 16 cali.
W zależności od wersji samochód opcjonalnie doposażyć możemy w m.in. fotochromatyczne lusterko wsteczne, kamerę cofania, podgrzewane fotele przednie, podgrzewaną przednią szybę, czujniki parkowania, elektrycznie otwierany szklany dach, lakier dwukolorowy lub metalizowany, przyciemniane szyby, aluminiowe felgi 17 cali, nawigację GPS, system nagłośnienia HI-FI firmy Beats Audio o mocy 520W, poduszkę powietrzną kolanową kierowcy i tapicerkę skórzaną.

### Silniki

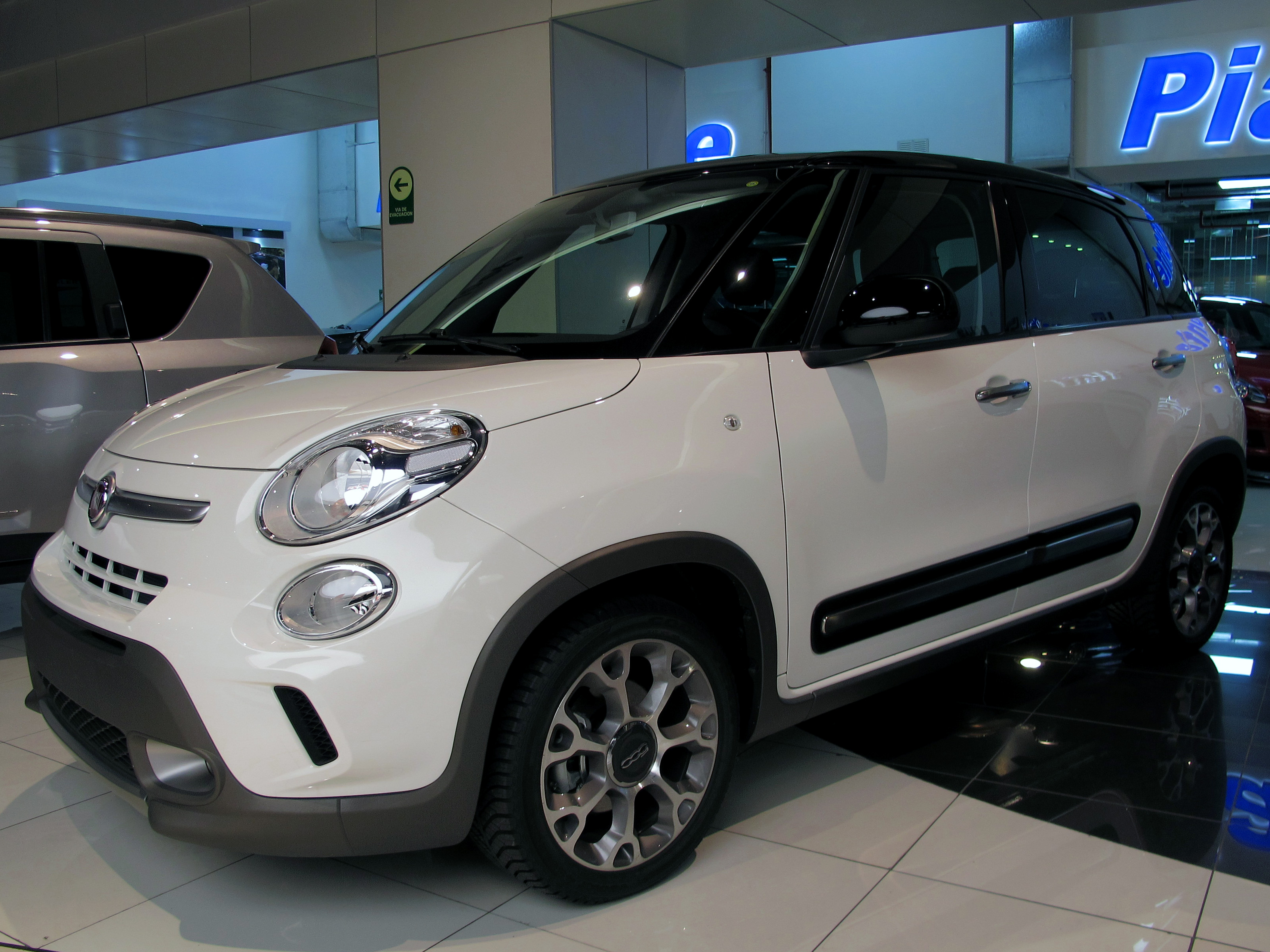
Fiat 500L Trekking

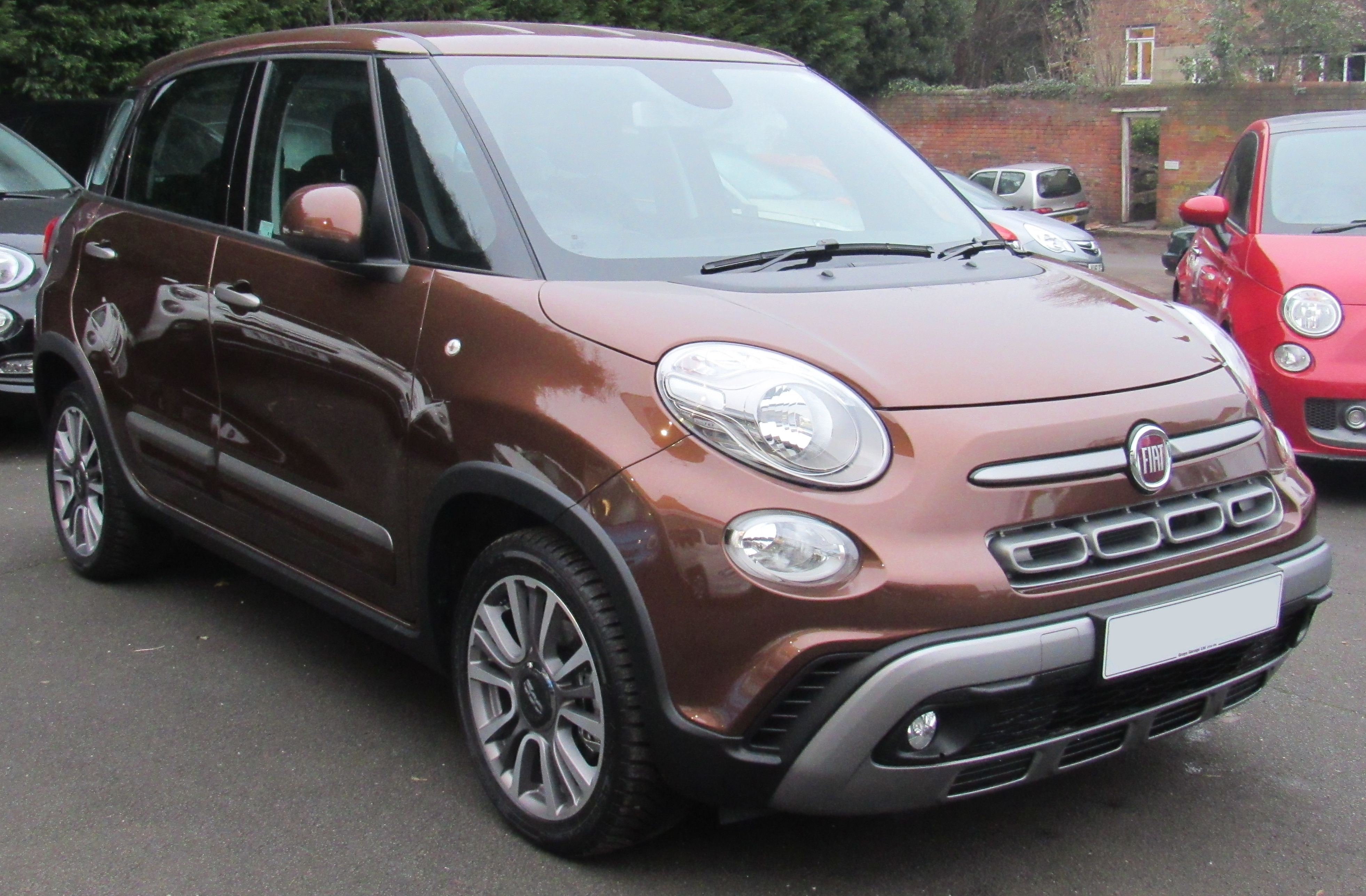
Fiat 500L Cross po liftingu

| Silnik                          | Pojemność skokowa [cm³] | Typ silnika        | Moc maksymalna [KM] przy obr./min | Maks. moment obrotowy [Nm] przy obr./min |                    |                    |                    |                    |                    |
| Silniki benzynowe:              | Silniki benzynowe:      | Silniki benzynowe: | Silniki benzynowe:                | Silniki benzynowe:                       | Silniki benzynowe: | Silniki benzynowe: | Silniki benzynowe: | Silniki benzynowe: | Silniki benzynowe: |
| ------------------------------- | ----------------------- | ------------------ | --------------------------------- | ---------------------------------------- | ------------------ | ------------------ | ------------------ | ------------------ | ------------------ |
| 0.9 TwinAir Turbo               | 875                     | R2                 | 105 (77)/5500                     | 145/2000                                 |                    |                    |                    |                    |                    |
| 0.9 TwinAir Turbo Natural Power | 875                     | R2                 | 80 (59)/5500                      | 140/2500                                 |                    |                    |                    |                    |                    |
| 1.4 16V FIRE                    | 1368                    | R4                 | 95 (70)/6000                      | 127/4500                                 |                    |                    |                    |                    |                    |
| 1.4 16V T-Jet                   | 1368                    | R4                 | 120 (88)/5000                     | 215/2500                                 |                    |                    |                    |                    |                    |
| Silniki wysokoprężne:           |                         |                    |                                   |                                          |                    |                    |                    |                    |                    |
| 1.3 16V Multijet                | 1248                    | R4                 | 85 (63)/3500                      | 200/1500                                 |                    |                    |                    |                    |                    |
| 1.6 16V Multijet                | 1590                    | R4                 | 105 (77)/3750                     | 320/1750                                 |                    |                    |                    |                    |                    |
| 1.6 16V Multijet                | 1590                    | R4                 | 120 (88)/3750                     | 320/1750                                 |                    |                    |                    |                    |                    |

### Sprzedaż w Polsce
| Rok  | Sprzedaż (szt.) |
| ---- | --------------- |
| 2012 | 93              |
| 2013 | 479             |
| 2014 | 676             |
| 2015 | 577             |
| 2016 | 849             |
| 2017 | 952             |
| 2018 | b.d.            |
| 2019 | b.d.            |
| 2020 | 221             |